# Station Marmagne
Station Marmagne is een spoorwegstation in de Franse gemeente Marmagne.